# Saul Friedländer

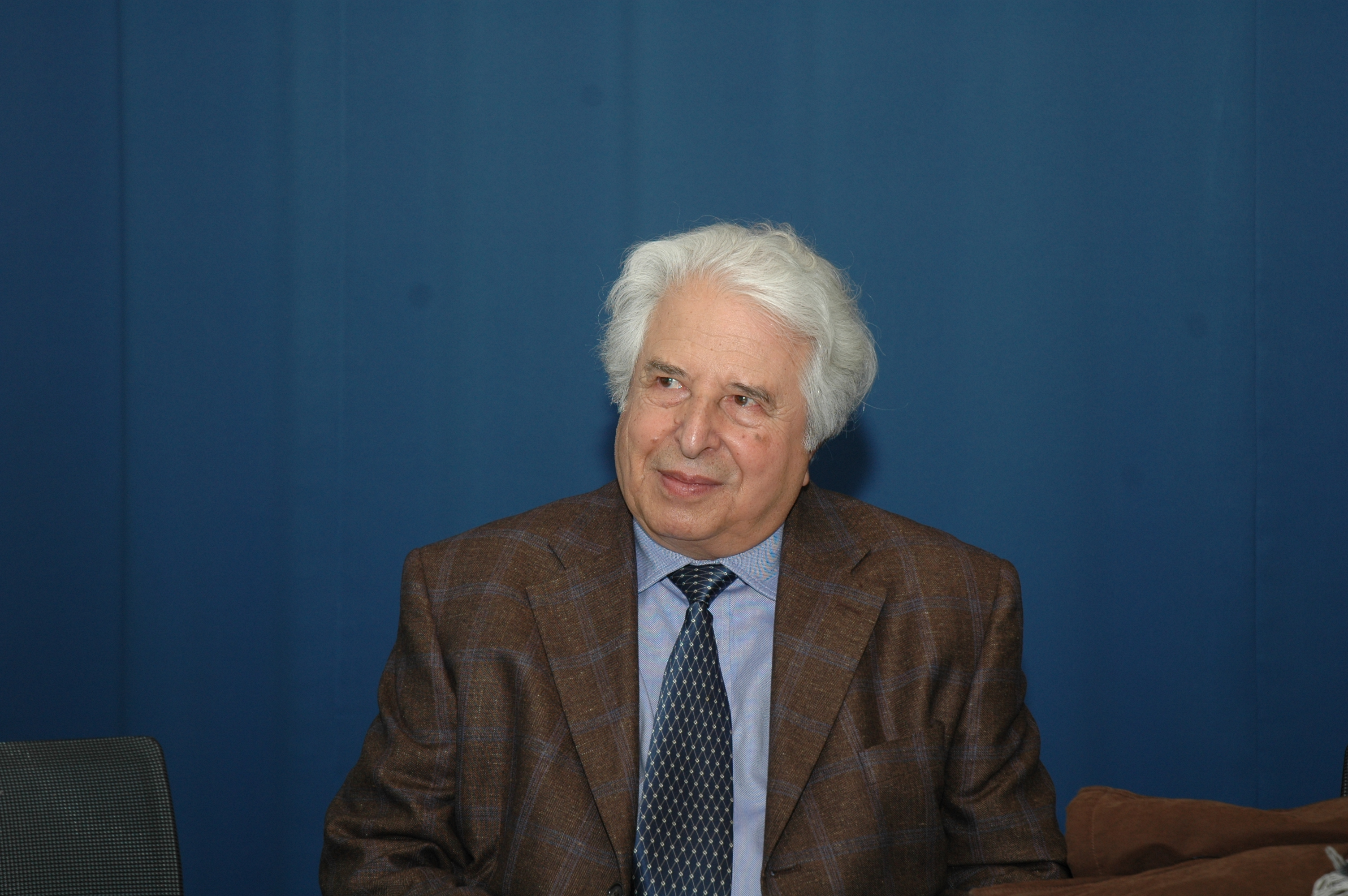
Saul Friedländer (2010)

Saul Friedländer (eigentl. Pavel Friedländer, hebräisch שאול פרידלנדר; * 11. Oktober 1932 in Prag) ist ein israelischer Historiker und Autor.

## Kindheit und Jugend
Saul Friedländer wurde 1932 als Pavel Friedländer als Kind einer deutschsprachigen jüdischen Familie in Prag geboren. Sein Vater Jan Friedländer (1897–1942) stammte aus Prag, hatte dort an der Karlsuniversität Jura studiert und war später Angestellter einer Versicherungsgesellschaft. Seine Mutter Elli, geb. Glaser (1905–1942) kam ursprünglich aus Ober-Rochlitz (Horní Rokytnice) im Riesengebirge. Ihr Vater, Gustav Glaser aus Politz (1863–1921, bestattet in Gablonz), war dort durch eine eigene Leinen- und Baumwollweberei zu Wohlstand gelangt. Friedländers Familie war jüdisch, aber nicht religiös.
Friedländer verbrachte seine ersten Lebensjahre in Prag und besuchte dort ab September 1938 eine englische Privatschule. Seine Eltern flohen kurz nach der Besetzung der Tschechoslowakei am 15. März 1939 mit ihm nach Frankreich.
Friedländer lebte mit seinen Eltern zunächst in Paris. Die erste Zeit war sehr schwierig für sie, da sie über wenig finanzielle Mittel verfügten. Trotzdem konnten sie ihn in Internaten unterbringen. Sechs Monate verbrachte er in einem Heim für jüdische Kinder in Montmorency in der Nähe von Paris, bevor er in ein anderes Internat wechselte. Nach der Besetzung Frankreichs 1940 verließ die Familie Paris und verbrachte die nächsten zwei Jahre in Néris-les-Bains, in der Nähe von Montluçon, das in der unbesetzten Zone lag und somit dem Vichy-Regime unterstand.
Als nach der Besetzung Rest-Frankreichs die Verhaftung ausländischer Juden 1942 in ganz Frankreich begann, entschlossen sich Friedländers Eltern, ihren Sohn zu verstecken, und wählten dazu ein jüdisches Kinderheim in der Nähe von La Souterraine. Doch blieb er nur sehr kurz, da die Gefahr für ihn dort zu groß war. Danach entschieden seine Eltern, Saul in ein katholisches Internat namens Saint-Béranger, ein Internat der Sodalität, in Montluçon zu bringen. Dort erhielt er den Namen Paul-Henri Ferland. Er versuchte einmal, aus Saint-Béranger zu fliehen, um zu seinen Eltern zu gelangen, was auch glückte, musste danach jedoch wieder zurück. Er wurde Anfang Oktober 1942 in der Kirche Notre-Dame in Montluçon katholisch getauft und kam zunächst in ein Heim in Montneuf. Dort erkrankte er zwischendurch an einer schweren Kehlkopfdiphtherie, an der er fast gestorben wäre. Im September 1943 kehrte er nach Montluçon und Saint-Béranger zurück. Als Schüler von Saint-Beránger setzte er sich mit dem katholischen Glauben auseinander und beschloss schließlich, Priester zu werden.
Friedländers Eltern versuchten ebenfalls ein Versteck zu finden, doch wurde dies immer schwieriger. Aufgrund einer Krankheit musste sein Vater einige Tage ins Krankenhaus. Schließlich versuchten sie im Herbst 1942 oberhalb des Ortes Novel über die Schweizer Grenze zu fliehen, wurden jedoch abgewiesen und an die französische Polizei ausgeliefert. Sie kamen zunächst in ein Lager in Rivesaltes, bevor sie deportiert wurden. Wahrscheinlich wurden sie 1942 im Konzentrationslager Auschwitz ermordet. In Néris-les-Bains hat die französische Polizei, nachdem man die Eltern gefasst hatte, auch nach Friedländer gesucht, sie hatte dabei jedoch keinen Erfolg.
Nach dem Ende des Krieges wurde ein jüdischer Kaufmann als Vormund für Friedländer ernannt. Vorerst blieb er in Saint-Béranger auf der Schule und sollte am Ende des Schuljahres in die Obhut des Vormundes überstellt werden. Er machte eine Reise nach Saint-Etienne und einige Zeit, nachdem er wieder zurück war, verließ er Saint-Béranger endgültig und zog zu dem Vormund. Erst 25 Jahre danach besuchte er Néris-les-Bains erneut.
Nach Kriegsende beschäftigte er sich immer mehr mit seinen jüdischen Wurzeln und befasste sich nicht nur mit zionistischen Ideen, sondern auch mit kommunistischen. So war er im August 1946 in einem zionistischen Jugendlager im Département Jura am Lac de Chalain, dort wurde er der Gruppe der Habonim zugeteilt. Nachdem er Saint-Béranger verlassen hatte, wurde er Gymnasiast und Internatsschüler in der Oberprima am Lyceé Henri-IV in Paris. Zu dieser Zeit ging er gelegentlich zu Versammlungen von kommunistischen Jugendverbänden im V. Arrondissement und den Versammlungen der Habonim. Er identifizierte sich mit zionistischen und kommunistischen Denkansätzen, jedoch entfernte er sich bald vom Kommunismus und ab Herbst 1947 war der Zionismus für ihn das Hauptanliegen. So war er im Alter von fünfzehn Jahren entschlossen, für Israel zu kämpfen. Doch lehnte Habonim dies ab und verweigerte ihm die Reise dorthin. Daraufhin fälschte er sein Geburtsdatum, folgte der Jugendorganisation Betar und begann am 4. Juni 1948 seine Reise Richtung Israel, unter anderem auf dem Schiff Altalena.
Bei seiner Ankunft in Israel änderte er schließlich seinen Namen „Paul“ in „Shaul“ und als Kompromiss zwischen der französischen Schreibweise „Saül“ und dem vorherigen „Paul“ wurde daraus „Saul“. Als Friedländer in Israel ankam, war er am Anfang für ein paar Monate in dem Dorf Nira nahe Netanja, bevor er interner Schüler einer landwirtschaftlichen Schule wurde. Dort lernte er Hebräisch und beschäftigte sich intensiv mit der jüdischen Kultur, welche ihm zu diesem Zeitpunkt noch relativ fremd war. Außerdem besuchte er für einige Monate die Schule im Kinder- und Jugenddorf Ben Shemen, bevor er nach Netanja kam, um dort die Oberstufe zu besuchen.

## Studium und Lehrtätigkeit
Danach absolvierte er von 1951 bis 1953 eine dreijährige Militärzeit bei den Israelischen Verteidigungsstreitkräften und wurde nach der Rekrutenausbildung aufgrund eines kleinen Herzfehlers einer nichtkämpfenden Einheit zugeteilt. Er arbeitete in einem Büro in Jaffa und hatte den Rang eines Stabsunteroffiziers.
Er studierte mit Unterbrechungen und absolvierte 1955 das Institut d’études politiques in Paris, bevor er mit einem Stipendium das Hochschulinstitut für internationale Studien in Genf besuchte und dort 1963 in Geschichte promovierte, nachdem er sich 1961 entschlossen hatte, eine Universitätslaufbahn einzuschlagen.
Zwischen seinen Studien besuchte er 1956 seinen Onkel in Schweden südlich von Stockholm und blieb dort für ein Jahr. Sein Onkel leitete ein Heim für geistig behinderte Kinder, in welchem er mithalf.
Im Herbst 1967 begann er in Jerusalem zu unterrichten und war Professor und Vorsitzender des Department of International Relations an der Hebräischen Universität in Jerusalem von 1969 bis 1975. Zudem ist er seit 1988 Professor für Geschichte an der University of California, Los Angeles und besitzt dort den Club Chair in Holocaust Studies und hat daneben auch an der Universität Tel Aviv eine Lehrtätigkeit ausgeübt, wo er seit 1975 den Maxwell Cummings Chair of European History innehat. Des Weiteren hielt er Gastvorlesungen an verschiedenen anderen Universitäten, so war er 2006/2007 der erste Gastprofessor am Jena Center für Geschichte des 20. Jahrhunderts an der Friedrich-Schiller-Universität Jena. Außerdem war er Associate Professor und Professor für Zeitgeschichte am Graduate Institute of International Studies in Genf von 1964 bis 1988. Darüber hinaus ist er Gründer und Chefredakteur der historischen Zeitschrift History & Memory.
Friedländer ist verheiratet und hat drei Kinder, Eli, David und Michal, sowie vier Enkelkinder. Hauptsächlich lebt er in Los Angeles, nachdem er seine Lehrtätigkeit in Tel Aviv aufgegeben hat.
Friedländer ist einer der bekanntesten und angesehensten Historiker in Israel und hat dort zudem viele Positionen innegehabt und sich für die Interessen des israelischen Staates engagiert, indem er verschiedene Aufgaben für diesen übernahm. Unter anderem war er Sekretär des Präsidenten der Zionistischen Weltorganisation von 1958 bis 1960 und gehörte zum Vorstand des wissenschaftlichen Departments beim israelischen Verteidigungsministerium von 1960 bis 1961. Auch nahm er an weiteren Diskussionen über den israelisch-palästinensischen Konflikt teil. 1998 beteiligte er sich an der Diskussion über die Friedenspreisrede von Martin Walser.
Friedländer sprach 2019 vor dem Bundestag der Bundesrepublik Deutschland anlässlich des jährlich stattfindenden Holocaust-Gedenktages. Im August 2023 war Friedländer einer der Unterzeichner der Petition „The Elephant in the Room“, die Israels Besetzung der Palästinensergebiete als ein Apartheid-Regime verurteilte.

## Werk
Friedländer ist Historiker und beschäftigt sich vor allem mit der jüdischen Geschichte und dem Holocaust. In diesem Bereich ist er einer der bedeutendsten Historiker und hat mehrere Werke zu diesem Thema veröffentlicht. Dabei ist es ihm besonders wichtig, die Opfer des Holocaust und ihre Stimmen in den Mittelpunkt zu rücken und nicht nur die politischen Entwicklungen zu beleuchten, im Gegensatz beispielsweise zu Raul Hilberg. Er ist der Überzeugung, dass Hitler nicht von Anfang an die Juden ermorden wollte, sondern zunächst Isolierung das Ziel war und erst Ende 1941 die endgültige Entscheidung zur Vernichtung aller Juden gefallen sei. Die Rolle der Juden ist für ihn zentral, so sieht er materielle Gründe eher als zweitrangig an, im Gegensatz zu Götz Aly. Friedländer distanziert sich zudem von Daniel Goldhagen und dessen Auffassung, dass der deutsche Antisemitismus des 19. Jahrhunderts zum Dritten Reich geführt hätte und macht einen deutlichen Unterschied zwischen diesem und dem späteren nationalsozialistischen Antisemitismus. Dagegen sieht er den „ideologischen Fanatismus als entscheidende Triebkraft“.
Bei seiner Arbeit und der Darstellung von Geschichte ist für ihn wichtig, nicht zu abstrakt zu werden und dabei die Emotionalität zu verlieren, sondern mit dieser zu arbeiten und diese auch auszudrücken. Denn durch die Abstrahierung würden solche Taten banalisiert und der Blick für die Menschen dahinter ginge verloren. Eine neue Methode, dem entgegenzuwirken, war für Friedländer, stärker die Stimmen der Opfer zu verwenden. Der Historiker Martin Broszat hat dies kritisiert, indem er Friedländer vorwarf, als Jude nicht objektiv an einem solchen Thema arbeiten zu können. Doch erwiderte Friedländer auf diesen Vorwurf, dass viele deutsche Historiker dieser Generation ebenfalls involviert und zum Beispiel in der Hitlerjugend waren. Diese Diskussion über die Darstellung des Holocaust mit Broszat ist durch deren Briefwechsel über die „Historisierung des Nationalsozialismus“ im Jahre 1987 bekannt.
Eine Folge daraus ist sein pädagogisches Engagement in der Holocaust Education und für pädagogische Stiftungen wie die Anti-Defamation League, für die er 1972 ein Quellenbuch verfasste. 1979 folgte ein Aufsatz Toward a Methodology of Teaching about the Holocaust. Obwohl Historiker, möchte er im Sinne eines deep memory eine Emotionalisierung und eine vielfältige Untersuchung der Motive von Tätern auch mit Methoden der Psychologie und Soziologie. Er tritt auch für eine Universalisierung des Ansatzes auf eine globale Menschenrechtserziehung ein, womit der jüdische Rahmen verlassen würde.
Ähnlich wurde die Frage der „Literaturhaftigkeit“ von Friedländers Arbeiten (vor allem bezogen auf Das Dritte Reich und die Juden) diskutiert, etwa auf einer interdisziplinären Konferenz im Sommer 2011, die vom Jena Center Geschichte des 20. Jahrhunderts der Friedrich-Schiller-Universität Jena ausgerichtet wurde. Für Hayden White, emeritierter Professor an der Stanford University, begründet sich Friedländers Erfolg beim historisch interessierten Publikum durch diese Literaturhaftigkeit. Friedländer nutze dabei das sogenannte „emplotment“. White sprach Friedländers Werk eine Form zu, die er „ästhetisierendes Schreiben“ nannte, also einen Schreibstil, der Literatur und Geschichtswissenschaft zusammenbringe. Friedländer erklärte seinen Stil in seiner Antwort auf White jedoch mit dem unglaublichen Umfang an Daten und Quellen. Außerdem warnte er davor, eine Kategorie zwischen Literatur und Geschichtswissenschaft schaffen zu wollen, und betonte als entscheidenden Unterschied: Literatur kann und darf Fiktion sein, Geschichtswissenschaft nicht.
Des Weiteren hat Friedländer 1964 ein Werk über Pius XII. veröffentlicht und dessen Rolle während des Zweiten Weltkrieges analysiert. Nach seiner Meinung ist dieser Papst „stumm geblieben“, als die römischen Juden 1943 deportiert wurden. Neuere Quellenfunde haben dies nicht bestätigt. Daneben hat er ebenfalls eine Autobiografie Wenn die Erinnerung kommt verfasst, in welcher er sich mit seiner Kindheit und Jugend auseinandersetzt.

## Auszeichnungen (Auswahl)
Friedländer hat mehrere Auszeichnungen für seine Arbeit erhalten. Unter anderem war er der Gewinner des Friedenspreises des Deutschen Buchhandels 2007; Friedenspreis-Laudator war Wolfgang Frühwald. Zitate aus der Begründung für die Zuerkennung des Friedenspreises des Deutschen Buchhandels: „Der Börsenverein ehrt damit den epischen Erzähler der Geschichte der Shoah, der Verfolgung und der Vernichtung der Juden in der Zeit nationalsozialistischer Herrschaft in Europa“,... „Saul Friedländer hat den zu Asche verbrannten Menschen Klage und Schrei gestattet, Gedächtnis und Namen geschenkt. Er hat den Ermordeten die ihnen geraubte Würde zurückgegeben, deren Anerkennung die Grundlage des Friedens unter den Menschen ist.“ In einer sehr persönlichen Dankesrede am 14. Oktober in der Frankfurter Paulskirche zitierte Friedländer aus bisher unveröffentlichten letzten Briefen seiner Eltern und Verwandten, die fast alle in Vernichtungslagern umgebracht wurden.
Außerdem erhielt er 2008 den Pulitzer-Preis für sein Werk Das Dritte Reich und die Juden. Die Jahre der Vernichtung 1939–1945, welches als sein wichtigstes Werk angesehen wird und auf Deutsch 1998 und 2006 veröffentlicht wurde. In diesem beschäftigt er sich mit der Frage, wie in einem hoch entwickelten Volk das größte Verbrechen der Weltgeschichte, der Holocaust, passieren konnte. Es gilt als „die erste wirkliche Gesamtgeschichte des Holocaust“. Gelobt wurde seine Leistung „wissenschaftliche Distanz und Objektivität mit der Sensibilität für das Leiden der Ermordeten und Verfolgten“ zu verbinden.
Weitere Preise waren unter anderem der Dan-David-Preis (2014), der Preis der Leipziger Buchmesse (2007, Kategorie: Sachbuch/Essayistik), das John D. und Catherine T. MacArthur Foundation Fellowship (1999), der Geschwister-Scholl-Preis (1998), der Yad Vashem Jacob Buchmann Award (1997), der National Jewish Book Award (1997), der Israel-Preis (1983) und der Andreas-Gryphius-Preis (1980).
2021 erhielt er den Ludwig-Landmann-Preis für sein Lebenswerk wie auch den Balzan-Preis.
Er ist Mitglied der American Academy of Arts and Sciences (2000).

## Werke (Auswahl)
- Israel im Krieg: ein Tagebuch. Aus dem Englischen von Andreas Wirthensohn. Verlag C.H. Beck, München 2024, ISBN 978-3-406-82456-2.
- Blick in den Abgrund. Ein israelisches Tagebuch. Aus dem Englischen von Andreas Wirthensohn, Verlag C.H. Beck, München 2023, ISBN 978-3-406-80897-5.
- mit Norbert Frei, Sybille Steinbacher und Dan Diner: Ein Verbrechen ohne Namen. Anmerkung zum neuen Streit über den Holocaust. C.H. Beck Verlag, München 2022, ISBN 978-3-406-78449-1.
- Wohin die Erinnerung führt. Mein Leben. Aus dem Englischen von Ruth Keen, Erhard Stölting. C.H. Beck Verlag, München 2016 ISBN 978-3-406-69770-8.
- Franz Kafka. Aus dem Englischen von Martin Pfeiffer. C.H. Beck Verlag, München 2012, ISBN 978-3-406-63740-7
- Den Holocaust beschreiben. Auf dem Weg zu einer integrierten Geschichte. Wallstein, Göttingen 2007, ISBN 978-3-8353-0185-6
- Das Dritte Reich und die Juden. (Originaltitel: Nazi Germany and the Jews), übersetzt von Martin Pfeiffer
  - Band 1: Die Jahre der Verfolgung 1933–1939. Beck, München 2007, ISBN 978-3-406-44871-3. (Erstausgabe 1998)
  - Band 2: Die Jahre der Vernichtung 1939–1945. Beck, München 2006, ISBN 3-406-54966-7
  - Sonder- und Taschenbuchausgaben:
    - Das Dritte Reich und die Juden. Die Jahre der Verfolgung 1933–1939. Die Jahre der Vernichtung 1939–1945. Einbändige Sonderausgabe. C.H. Beck, München 2007 ISBN 978-3-406-56681-3
    - Das Dritte Reich und die Juden. Verfolgung und Vernichtung 1933–1945. 2 Bände. Bundeszentrale für politische Bildung, Bonn 2006 ISBN 3-89331-699-X
    - Das Dritte Reich und die Juden. Die Jahre der Verfolgung 1933–1939 ; die Jahre der Vernichtung 1939–1945. Vollständige TB Ausgabe in einem Band bei dtv. München 2008, ISBN 978-3-423-34519-4.
    - Das Dritte Reich und die Juden. 1933–1945. TB-Ausgabe, gekürzt von Orna Kenan. Beck, München 2010 ISBN 978-3-406-60654-0, diese Ausgabe 2011 bei der Bundeszentrale für politische Bildung. Neuausgabe bei Beck 2013: ISBN 978-3-406-64433-7
- mit Norbert Frei, Trutz Rendtorff, Reinhard Wittmann: Bertelsmann im Dritten Reich. Bertelsmann, München 2002 ISBN 3-570-00713-8
- mit Jörn Rüsen (Hrsg.): Richard Wagner im Dritten Reich. Ein Schloss Elmau-Symposion. Beck, München 2000 ISBN 3-406-42156-3
- Kitsch und Tod. Der Widerschein des Nazismus. Aus dem Französischen von Michael Grendacher. Hanser, München 1984 ISBN 3-446-13821-8
- Wenn die Erinnerung kommt. Autobiographie. Aus dem Französischen von Helgard Oestreich. Deutsche Verlagsanstalt, München 1979 ISBN 3-421-01826-X
  - Quand vient le souvenir. Editions de Seuil, Paris 1978 (französische Originalausgabe)
- Some aspects of the historical significance of the Holocaust. Hrsg. Institute of Contemporary Jewry, Hebrew University of Jerusalem 1977 (englisch).
- History and Psychoanalysis, an Inquiry Into the Possibilities and Limits of Psychohistory. Holmes & Meier, New York 1978 (englisch)
- Kurt Gerstein oder Die Zwiespältigkeit des Guten. Bertelsmann, Gütersloh 1968, aus dem Französischen von Jutta Knust, Theodor Knust. C.H. Beck, München 2007 ISBN 978-3-406-54825-3
- mit Rainer Specht, Eberhard Jäckel: Pius XII. und das Dritte Reich. Eine Dokumentation. Nachwort Alfred Grosser. Rowohlt, Reinbek 1965
- Saul Friedländer, Harry Maòr: Auftakt zum Untergang. Hitler und die Vereinigten Staaten von Amerika 1939–1941. Kohlhammer, Stuttgart 1965